# Świerczek (herb szlachecki)
Świerczek (Swirczek, Swierszczek) – herb szlachecki, jeden z najstarszych polskich herbów. Według najczęściej cytowanej w dawnych publikacjach opinii Bartosza Paprockiego, herb ten przybył do Polski z Grecji. Występował głównie na terenie województwa poznańskiego, ziemi krakowskiej i w mieście Kowno. Na bazie różnych publikacji oraz badań historycznych, zostało potwierdzonych 39 rodów pieczętujących się herbem Świerczek. Najstarszy znany wizerunek herbu to pieczęć z 1220 roku.

## Opis herbu

### Opis historyczny
Jan Długosz blazonuje herb następująco:

Cuius insignia elementum Alphabeti N. capitale et versatum, greco magis quam latino smile, in campo celestino.

Według Kaspra Niesieckiego:

N litera większa powinna być (...) złota, w polu błękitnem, na hełmie trzy pióra strusie (...)

W herbarzu Piotra Małachowskiego występuje informacja:

W polu błękitnym litera wielka N. u którey poprzeczna linia jednocząca dwie poboczne, w śrzodku, jak pół obrączki wydęta bydź powinna. Na Hełmie trzy pióra strusie.

Helena Polaczkówna opisała go:

Swirczek. litera N in campo coelestino, est familie Polonice. W polu błękitnem majuskuła N srebrna.

### Opis współczesny
Opis skonstruowany współcześnie brzmi następująco:
Na tarczy w polu błękitnym złota majuskuła N z wygięciem w belce poprzecznej.
W klejnocie trzy pióra strusie.
Labry herbowe błękitne, podbite złotem.

### Pozostałe opisy
Według Bartosza Paprockiego, Jan Długosz miał również opisywać herbownych słowem Pacifici, co z łaciny na polski oznacza pokojowi.
Pierwotnie godło było srebrne. Odmiany tego herbu używane na Litwie mają pole czerwone, dom Kossowów jako godło ma majuskułę N przeszytą strzałą, dom Rewkowskich godło ma srebrne.
Przedstawienie z nekrologu z 1300 roku: Biały wolfsangel z kółkiem tudzież tzw. Świerczek w czerwonym polu.

## Geneza

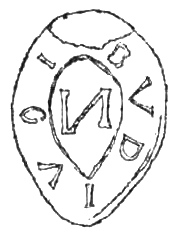
Pieczęć Budziwoja pochodząca z 1220 roku. Wierna ilustracja autorstwa etnografa, Zygmunta Glogera.

Zarówno Paprocki jak i Szymon Okolski twierdzą, że herb pochodzi z Grecji i został przeniesiony do Polski.

### Najwcześniejsze wzmianki
Najstarsze pieczęcie wskazują pochodzenie tego herbu na XIII wiek.
- 1220 - pieczęć komesa, Budziwoja[8].
- 1298 - pieczęć Alberta de Noneker[11].
- 1300 - przedstawienie barwne z nekrologu małżeństwa, którego nazwisko po łacinie było zapisane jako Chewreczk, spisany w klasztorze Minorytów w Wiedniu przez pisarza króla Ottokara[11].

### Historia i znaczenie godła
W polu czerwonym srebrny świerczek - według Plináčka jest to przyrząd wojenny będący kawałkiem metalu wygiętym tak, aby mieć co najmniej dwa ostre końce zwrócone do góry (forma "wilczego haka"), z uchwytem pozwalającym łatwiej rzucić nim w konia przeciwnika lub pod nogi, często łącząc je łańcuchem, zasypując przedpole. Według Piekosińskiego w Heraldyka polska wieków średnich błękitnym polu znajduje się grecka litera N, co wydaje się pomyłką interpretacyjną artysty, który przedstawiał herb, jak pisze Josef Pilnáček. Szczególnie gdy odnajdujemy przedstawienia zawierające zagięcie w ukośnej belce złotej "litery", które najprawdopodobniej jest uchwytem narzędzia, o którym pisze drugi heraldyk. Herbowi zwani byli Świerciami. Andrzej Kulikowski natomiast wskazuje na prawdopodobne pochodzenie herbu od przedheraldycznego znaku własnościowego przypominającego literę N.

## Herbowni
Lista herbownych w artykule sporządzona została na podstawie wiarygodnych źródeł, zwłaszcza klasycznych i współczesnych herbarzy. Należy jednak zwrócić uwagę na częste zjawisko przypisywania rodom szlacheckim niewłaściwych herbów, szczególnie nasilone w czasie legitymacji szlachectwa przed zaborczymi heroldiami, co zostało następnie utrwalone w wydawanych kolejno herbarzach. Identyczność nazwiska nie musi oznaczać przynależności do danego rodu herbowego. Przynależność taką mogą bezspornie ustalić wyłącznie badania genealogiczne.
Pełna lista herbownych nie jest dziś możliwa do odtworzenia, także ze względu na zniszczenie i zaginięcie wielu akt i dokumentów w czasie II wojny światowej (m.in. w czasie powstania warszawskiego w 1944 spłonęło ponad 90% zasobu Archiwum Głównego w Warszawie, gdzie przechowywana była większość dokumentów staropolskich). Lista nazwisk znajdująca się w artykule pochodzi z Herbarza polskiego, Tadeusza Gajla (36 nazwisk). Występowanie na liście nazwiska nie musi oznaczać, że konkretna rodzina pieczętowała się herbem Świerczek. Często te same nazwiska są własnością wielu rodzin reprezentujących wszystkie stany dawnej Rzeczypospolitej, tj. chłopów, mieszczan, szlachtę. Jest to jednakże dotychczas najpełniejsza lista herbownych, uzupełniana ciągle przez autora przy kolejnych wydaniach Herbarza. Tadeusz Gajl wymienia następujące nazwiska uprawnionych do używania herbu Świerczek:
Arciszewski, Arciuszkiewicz, Artecki, 
Bazarewicz, Bazarewski, 
Dunikowski, 
Ejciuchiewicz, Euciuchewicz, 
Hreczony, 
Kadron, Kijewski, Kijowski, Krajkowski, Kraykowski, Kupiatycki, 
Muchin, 
Oławski, Orzek, 
Radzewski, Radziewski, Radziowski, Refkowski, Rewko, Rewkowski, Rewnowski, Rodomański, Rondomański, 
Straczan, Streczan, Streczony, Strębowski, Strękowski, 
Świerczek, Świerczewski, Świerkowski, 
Zwysłowski.
Według Andrzeja Kulikowskiego i Zbigniewa Leszczyca, herbem Świerczek pieczętują się także osoby o nazwisku:
Kladrubski.
Dodatkowo, znane jest jedno nazwisko ze wspomnianej wyżej pieczęci z 1298 roku:
Noneker
Łącznie: 39 nazwisk.
Heraldyk Jan Długosz, około roku 1435 napisał, że po śmierci biskupa przemyskiego, Jana z Lubienia herbu Doliwa, kapituła w Przemyślu obrała na już puste stanowisko, Franciszka de Orzek herbu Świerczek, dziekana lwowskiego i kanonika przemyskiego. Jednakże król Władysław Jagiełło złamał prawo do wolnej elekcji kapituły i powierzył dane stanowisko Mikołajowi Chrząstkowskiemu herbu Strzegonia. Franciszek de Orzek w zamian otrzymał probostwo św. Florentyna na Kleparzu.
W swoim herbarzu z 1584 roku, Bartosz Paprocki zawarł informacje, że w klasztorze świętej Trójcy w Krakowie (obecnie Kościół Świętej Trójcy w Krakowie) było kilka grobów, na których widniał herb Świerczek. W Kościele św. Bernardyna w Krakowie również znajdywały się takie groby. W województwie poznańskim miały istnieć przynajmniej trzy rodziny posługujące się herbem Świerczek. 
Nazwisko Kraykowski występowało wraz z herbem w województwie poznańskim około roku 1700. Nazwisko Radzewski (lub Radziewski) pojawiło się w Kownie i w województwie poznańskim około roku 1500.